# Дринча
Дринча (рум. Drincea) насеље је у Румунији у округу Мехединци у општини Пунгина. Oпштина се налази на надморској висини од 117 m.

## Становништво
Према подацима из 2013. године у насељу је живело 540 становника, од којих су сви румунске националности.